# موتور ئی‌دابلیو/دی‌دابلیو پی‌اس‌ای
موتور ئی‌دابلیو/دی‌دابلیو پی‌اس‌ای خانواده‌ای از موتورهای بنزینی و دیزلی چهارسیلندر خطی است که توسط گروه پی‌اس‌ای برای کاربرد در خودروهای پژو و سیتروئن تولیدشده است. خانواده EW/DW در سال ۱۹۹۸ به‌عنوان جایگزینی برای موتور XU معرفی گشت.